# Età
L'età és un compost químic del grup dels hidrocarburs, la qual molècula està constituïda per dos àtoms de carboni enllaçats entre ells i sis àtoms d'hidrogen enllaçats als carbonis, la qual fórmula molecular és {\displaystyle {\ce {C2H6}}}. És un alcà, un hidrocarbur saturat, amb només enllaços covalents simples. En condicions normals és un gas inodor i incolor. És present al gas natural en proporcions inferiors al 15 %. És altament inflamable i explosiu. S'empra per a produir etilè, {\displaystyle {\ce {C2H4}}}, a partir del qual s'obtenen molts altres composts orgànics.
El nom «età» conté el prefix et-, emprat en nomenclatura orgànica per indicar una cadena de dos àtoms de carboni. Prové del llatí aether, i aquest del grec αἰθήρ aithḗr, que significa 'cremar', aplicat inicialment al dietilèter. El sufix -à fa referència a un hidrocarbur saturat, un alcà.

## Història
L'età fou sintetitzat per primera vegada el 1834 pel químic i físic anglès Michael Faraday (1791-1867) mitjançant l'electròlisi de solucions d'acetat de potassi, tot i que Faraday creia que el compost era metà. Vint anys després, el químic alemany Adolph Wilhelm Hermann Kolbe (1818–1884) identificà incorrectament l'età com a radical metil en la seva investigació, i el químic anglès Edward Frankland (1825–1899) preparà età tractant el iodetà, {\displaystyle {\ce {C2H5I}}}, amb metalls com el zinc.

## Estructura molecular

Moviment de rotació de l'età en estat gasós

La molècula d'età és lineal, els àtoms de carboni es troben units mitjançant enllaços covalents simples. La longitud d'aquests enllaços C–C és de 153 pm. L'entalpia d'enllaç d'aquests enllaços és de 83 kcal/mol. La resta d'enllaços que formen els carbonis, fins a assolir un total de tres per a cadascun, són enllaços amb els àtoms d'hidrogen, també enllaços covalents simples. Els carbonis empren els orbitals híbrids sp3, mentre que els hidrògens empren els seus orbitals atòmics s. Les longituds d'aquests enllaços C–H és de 0,110 pm i la seva entalpia de 99 kcal/mol. L'angle entre aquests dos enllaços C–H són de 109,5°, d'acord amb els orbitals atòmics híbrids sp3 de cada carboni.
Els enllaços de l'età són pràcticament apolars a causa de la poca diferència d'electronegativitat del carboni i de l'hidrogen, 2,55 i 2,20 respectivament. Aquesta característica la fa soluble en dissolvents polars (benzè, tetraclorur de carboni…) i insoluble en dissolvents polars (aigua, amoníac…). Les forces entre molècules són les febles forces de dispersió de London, a conseqüència de les quals l'età té punts de fusió i ebullició molt baixos, –182,8 °C i –88,6 °C, respectivament.

Energia dels isòmers conformacionals de l'età. A és la conformació alternada i B l'eclipsada.

L'età només presenta isomerisme conformacional. Tanmateix la rotació dels seus enllaços C–C és prou elevada perquè no es pugui observar aquesta subtilesa estructural en la majoria de condicions. Hi ha dues conformacions, l'alternada que correspon a una situació que, mirant en la direcció C–C es veuen tots els àtoms d'hidrogen; mentre que a l'eclipsada els àtoms d'hidrogen del primer carboni tapen als altres tres del següent carboni. La barrera rotacional, això és l'energia que cal superar per poder girar en el moment de màxim aproximament dels àtoms, 2,88 kcal/mol, inferior a la del propà (3,4 kcal/mol) que té un grup metil més voluminós en lloc d'un hidrogen.

## Estat natural i obtenció

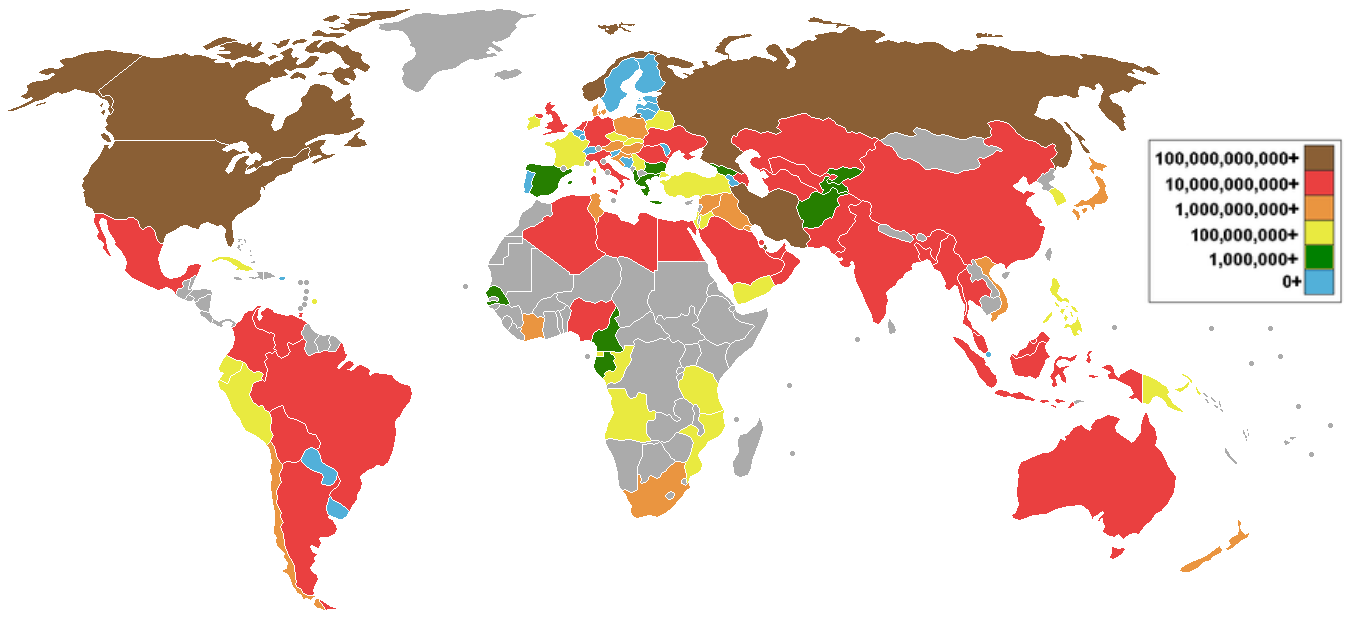
Països productors de gas natural

A la Terra l'età és el segon component en abundància, després del metà, del gas natural. Tanmateix la seva concentració és baixa, en volum oscil·la entre l'1 % i el 5 %, però hi ha gasos naturals que poden superar el 30 % d'età.
L'età és un component omnipresent de l’atmosfera de la Terra, amb concentracions que oscil·len entre 0,50 mm³/m³ i 2,20 mm³/m³ a la troposfera de l'hemisferi nord. Com a resultat de la seva vida relativament curta a causa de l'oxidació per l'oxidant troposfèric, el radical hidroxil, {\displaystyle {\ce {OH.}}}, l'età presenta una significativa variació estacional, caracteritzada per un màxim hivernal i un mínim d’estiu. Les principals fonts d'età són d'origen antròpic (62 % per fuites durant producció i transport de gas natural, 20 % durant la combustió de biocombustibles i un 18 % per incendis forestals i crema de biomassa; i això produeix un fort gradient latitudinal i interhemisfèric. Tanmateix la concentració d'età a l'atmosfera ha anat disminuint a causa de la implementació amb èxit de mesures dirigides a la reducció de la contaminació atmosfèrica (reducció de fuites).
|         | Canadà | Tailàndia | Dinamarca | Algèria | EUA (Pennsilvània) |
| ------- | ------ | --------- | --------- | ------- | ------------------ |
| % d'età | 2,5    | 3,5       | 6,8       | 7,2     | 11                 |

L'età juga diversos papers a la química atmosfèrica. Com que és el compost orgànic volàtil més abundant després del metà, {\displaystyle {\ce {CH4}}}, la seva oxidació en presència d'òxids de nitrogen, {\displaystyle {\ce {NO_{x}}}}, pot augmentar la producció d'ozó troposfèric, {\displaystyle {\ce {O3}}}, especialment en masses d'aire contaminat, i és una font important de nitrat de peroxiacetil, {\displaystyle {\ce {R-CO2-O-NO2}}}, la principal espècie de dipòsit troposfèric d'òxids de nitrogen. L'età també redueix la capacitat d’oxidació de la troposfera en eliminar el radical hidroxil.

### Età en altres llocs del sistema solar

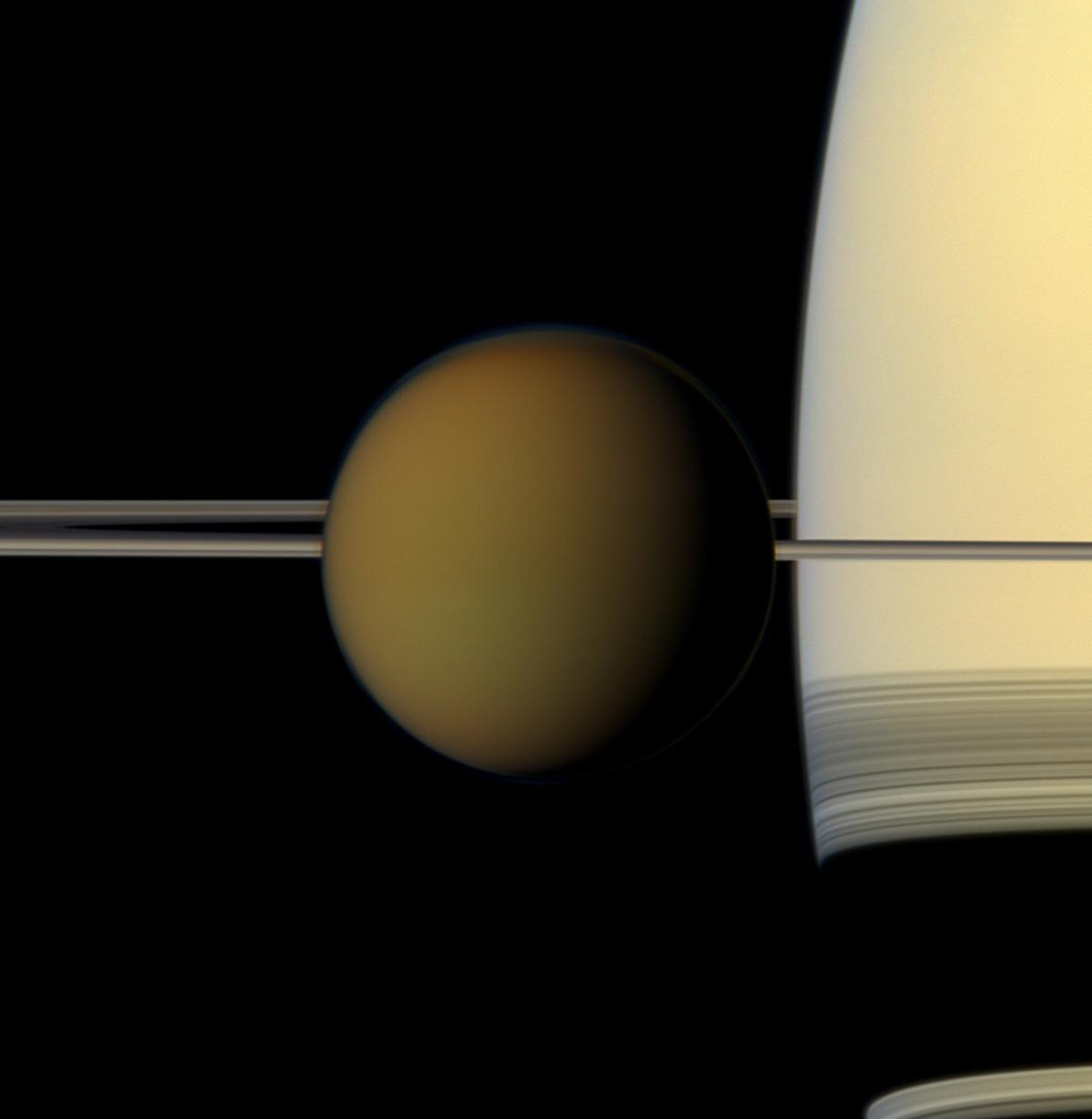
La lluna Tità i el planeta Saturn darrera

L'età ha estat detectat en cossos fora de la Terra, com el cometa C/1996 B2 Hyakutake, juntament amb metà, diòxid de carboni i aigua. També forma part de les atmosferes dels planetes gegants gasosos Júpiter, Saturn, Urà i Neptú en baixes concentracions. L'età es produeix a partir del metà mitjançant processos fotoquímics a les atmosferes superiors d'aquests planetes, incrementant-se a les regions aurorals polars a causa de la pluja de partícules d’alta energia. També se sap que el segon component més abundant de l’actual atmosfera de la lluna més gran de Saturn, Tità, és el metà, i experimenta una conversió fotolítica en età que s'acumula com a líquid a la superfície de Tità. La temperatura de condensació de l'età és superior a la del metà, de manera que es pot esperar que es produeixi “pluja” d’età abans de la liquació del metà. Així, els cràters, els llacs i l'escorça porosa de Tità són llocs d’emmagatzematge de l'età líquid. També la sonda New Horizons detectà età a la superfície del planeta nan Plutó i a la lluna Tritó, la més gran de Neptú, que estarien en estat sòlid.

### Obtenció
L'età s'obté dissolent el gas natural deshidratat en hexà a –20 °C i pressions de 3,5 MPa. Després es realitza una destil·lació fraccionada de la dissolució obtinguda per separar-lo del propà i del butà, que també s'hi dissolen.

## Propietats

### Propietats físiques
A temperatura ambient l'età és un gas incolor i inodor. Els punts de fusió i ebullició són molt baixos, –182,8 °C i –88,6 °C, respectivament. S'encén fàcilment amb un punt d'ignició de –135 °C i un punt d'inflamabilitat de 472 °C. Els vapors són més pesants que l'aire, essent la densitat 1,05 vegades major a 0 °C (densitat 1,3562 g/cm³). Pot asfixiar-se pel desplaçament de l’aire des del terra. En cas d’exposició prolongada al foc o a una calor intensa, els contenidors poden trencar-se violentament i explotar. El contacte amb líquids pot provocar congelacions. És pràcticament insoluble en aigua, només se'n dissolen 60,2 mg/L a 25 °C. És soluble en dietilèter i molt soluble en benzè.

### Propietats químiques

#### Combustió
L'età és un compost molt inflamable i reacciona ràpidament amb l'oxigen de l'aire. La combustió de l'età allibera 1 559,7 kJ/mol de calor i produeix diòxid de carboni i aigua:
{\displaystyle {\ce {C2H6 + 7/2 O2 -> 2 CO2 + 3 H2O}}}

#### Piròlisi
El craqueig amb vapor d’età és un procés no catalític per a la conversió d’età,{\displaystyle {\ce {CH3-CH3}}}, a etè, {\displaystyle {\ce {CH2=CH2}}}, i despreniment d'hidrogen, {\displaystyle {\ce {H2}}}, mitjançant piròlisi. La reacció es veu afavorida per les altes temperatures, 900 °C i baixes pressions, per sota d'1 bar. Segueix les següents etapes mitjançant un mecanisme radicalari:
{\displaystyle {\ce {C2H6 -> 2 CH3.}}}{\displaystyle {\ce {CH3. + C2H6 -> CH4 + C2H5.}}}{\displaystyle {\ce {C2H5. -> C2H4 + H.}}}{\displaystyle {\ce {H. + C2H6 -> H2 + C2H5.}}}{\displaystyle {\ce {H. + C2H5. -> C2H6}}}

#### Hidrogenació

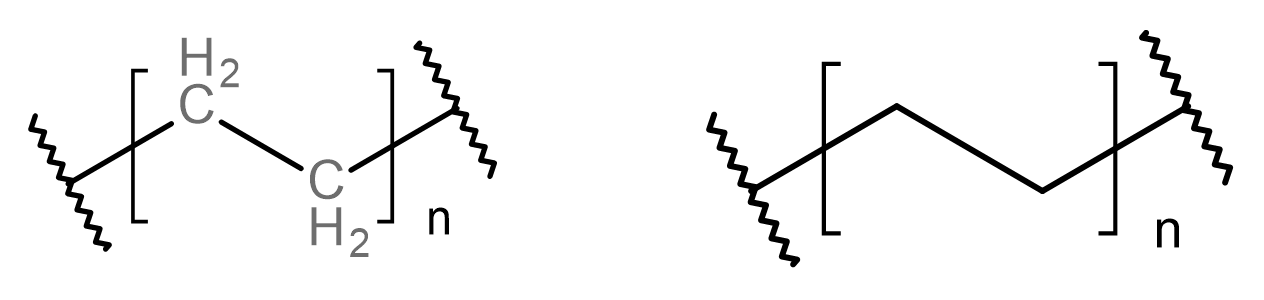
Estructura química del polietilè, un polímer que s'obté a partir de l'etè

Una reacció important de l'età és la deshidrogenació, ja que dona lloc a l'etè o etilè, a partir del qual es poden sintetitzar molts altres composts orgànics de gran importància industrial, com ara polímers. La reacció té lloc a altes temperatures emprant un catalitzador d'òxid de crom(III), {\displaystyle {\ce {Cr2O3}}}, en òxid d'alumini, {\displaystyle {\ce {Al2O3}}}, de platí aliat amb estany en òxid d'alumini, de gal·li en zeolites o d'òxid de gal·li, {\displaystyle {\ce {Ga2O3}}}.
{\displaystyle {\ce {CH3-CH3 -> CH2=CH2 + H2}}}

#### Halogenació
L'età, com els altres alcans, reacciona amb els halògens (X = F, Cl, Br i I) substituint un o més hidrògens per l'halogen. La reacció té lloc mitjançant un mecanisme radicalari i es necessita l'activació mitjançant llum o calor.

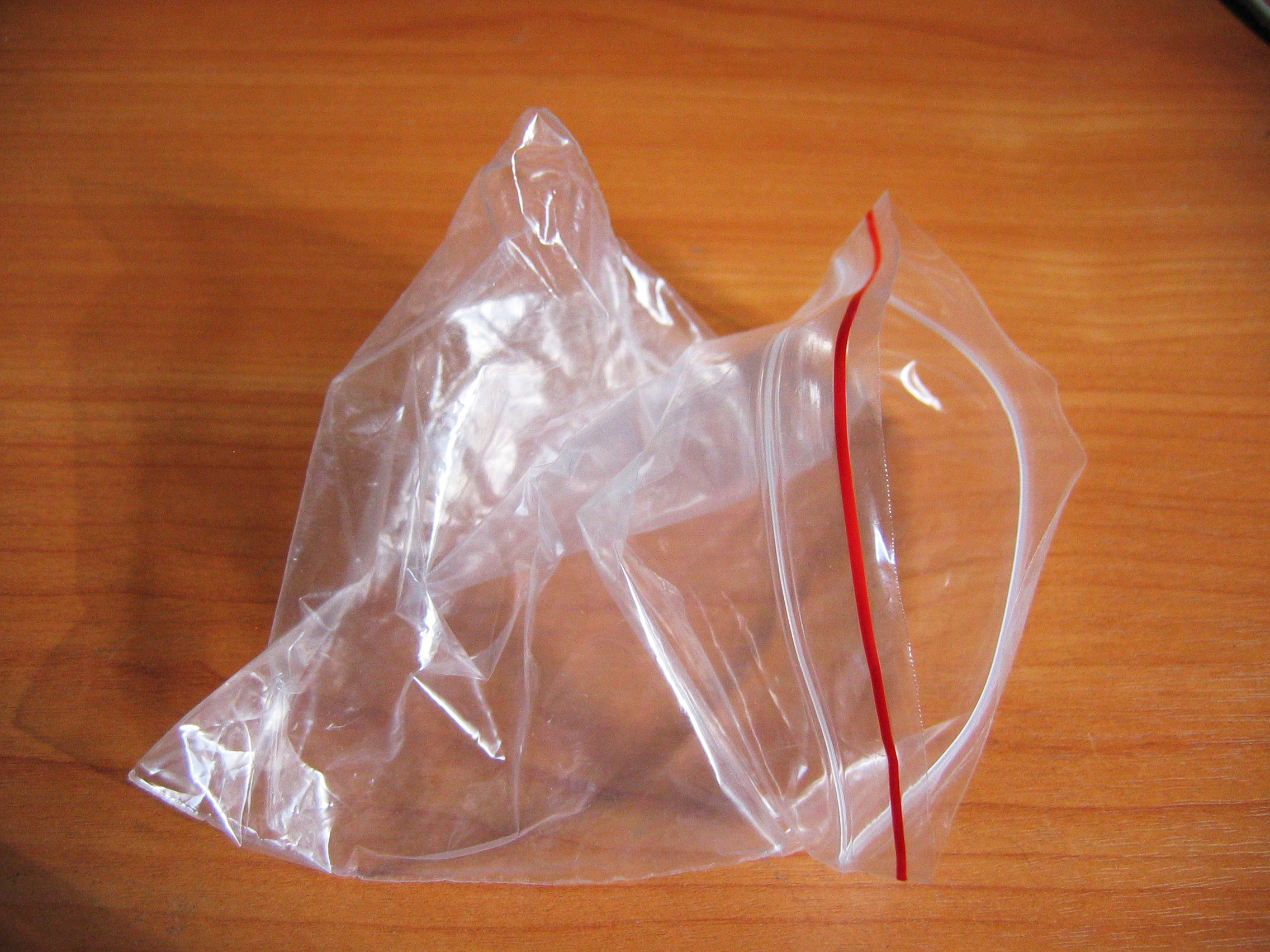
Bossa de polietilè

{\displaystyle {\ce {(1) X2 ->[llum, \, calor] 2X.}}}{\displaystyle {\ce {(2) X. + C2H5-H -> C2H5. + H-X}}}{\displaystyle {\ce {(3) C2H5. + X2 -> C2H5-X + X.}}}

## Aplicacions
L'aplicació actual més important de l'età és la producció d'etè, un alquè del qual la indústria petroquímica n'emprà el 2017 un total de 149,7 milions de tones al món, i es preveu que la demanda s'incrementi esperant el consum de 180 milions de tones el 2023. L'etè és la matèria primera per a la producció de polímers sintètics, com ara el polietilè i el clorur de polivinil, molt utilitzats en la societat actual. Per transformar l'età en etè s'escalfa l'età a més de 900 °C sense catalitzador (piròlisi) o emprant catalitzadors a temperatures inferiors (deshidrogenació).